# Istanbuls stadsteatrar
Istanbuls stadsteatrar är en teatergrupp i Turkiet, bildad 1934.
Teaterns bakgrund ligger i en enskild teater, Darülbedayi, som bildades 1914. Denna upphörde och omvandlades 1934 till Istanbuls stadsteatrar. Teatergruppen har ett antal fasta teatrar som de använder som scener för sina uppträdanden, därav namnet "stadsteatrar". 